# (4558) Janesick
(4558) Janesick (1988 NF) – planetoida z grupy przecinających orbitę Marsa okrążająca Słońce w ciągu 3,26 lat w średniej odległości 2,2 j.a. Odkryta 12 lipca 1988 roku.